# Femme assise sur un banc (de Kooning)
Pour les articles homonymes, voir Femme assise sur un banc.
Femme assise sur un banc est une sculpture abstraite en bronze de Willem de Kooning. Modelée en 1972, elle a été coulée en 1976. Elle est située au Hirshhorn Museum and Sculpture Garden à Washington. 